# جوایز موسیقی سی‌ام‌تی ۲۰۱۳
جوایز موسیقی سی‌ام‌تی ۲۰۱۳، یک مراسم موسیقی است که در ۵ ژوئن ۲۰۱۳ در نشویل، تنسی برگزار می‌شود. مراسم توسط جیسون الدین و کریستن بل میزبانی شد و به‌طور زنده از شبکه سی‌ام‌تی پخش می‌شد.